# S nasazením života (film)
S nasazením života (v anglickém originále In the Line of Fire) je americký politický akční filmový thriller z roku 1993, který režíroval Wolfgang Petersen a ve kterém si zahráli Clint Eastwood, John Malkovich a Rene Russo. Scénář napsal Jeff Maguire. Film pojednává o zklamaném a posedlém bývalém agentovi CIA, který plánuje zavraždit prezidenta Spojených států, a agentovi Tajné služby, který ho sleduje. Eastwoodova postava je jediným zbývajícím aktivním agentem Tajné služby z oddílu, který střežil Johna F. Kennedyho v Dallasu v době atentátu na něj v roce 1963. Ve filmu dále hrají Dylan McDermott, Gary Cole, John Mahoney a Fred Dalton Thompson.
Film  vznikl v koprodukci společností Columbia Pictures a Castle Rock Entertainment, o distribuci se postarala Columbia. Film byl u kritiků i komerčně úspěšný. Při produkčním rozpočtu 40 milionů dolarů utržil 187 milionů dolarů a získal tři nominace na 66. ročník Oscarů.

## Děj
Veterán tajné služby Frank Horrigan se ocitá ve smrtící hře s nebezpečným atentátníkem, který plánuje zavraždit prezidenta.
Po odhalení znepokojivých důkazů v opuštěném bytě dostane Horrigan tajemný telefonát od muže, který si říká "Booth". Ten mu připomene jeho dávné selhání – neochránil Kennedyho v roce 1963. Nyní se chystá zabít současného prezidenta a provokuje Horrigana telefonáty, čímž ho vtahuje do své hry. Navzdory svému věku se Horrigan připojí k prezidentské ochrance a naváže vztah s agentkou Lilly Rainesovou.
Přes veškerou snahu se Boothovi daří unikat. FBI odhalí, že jeho pravé jméno je Mitch Leary, bývalý agent CIA, který se obrátil proti svým bývalým zaměstnavatelům. Leary si vyrobí plastovou pistoli, aby obešel bezpečnostní kontroly, a pokračuje v přípravách na atentát. Mezitím Horriganův parťák Al D'Andrea začne uvažovat o odchodu do důchodu, ale Horrigan ho přemluví, aby zůstal. Při honičce po střechách ve Washingtonu Leary zabije D'Andreu, ale překvapivě zachrání Horrigana před pádem.
Na prezidentské akci v Los Angeles Leary zahajuje útok. Horrigan se vrhne do dráhy střely a zachrání prezidenta. Leary ho bere jako rukojmí do skleněného výtahu, ale Horrigan se mu postaví. Přesvědčuje ho, aby se vzdal, ale Leary raději spáchá sebevraždu skokem do prázdna.
Horrigan, nyní veřejně oslavovaný hrdina, oznamuje svůj odchod do důchodu. Když se vrací domů, nachází poslední vzkaz od Learyho, ale rozhodne se ho neposlouchat. Místo toho si s Lilly užívá klidný okamžik u Lincolnova památníku.